# Guariz
Guariz es una aldea española situada en la parroquia de Liñares, del municipio de Puebla del Brollón, en la provincia de Lugo, Galicia.

## Geografía
Está situado a 573 metros de altitud en plena Sierra de Auga Levada, entre los valles que forman el río Liñares y el riego de A Veiga, respectivamente. Se encuentra unos 200 metros al noroeste de Santiorxo.

## Demografía
| Gráfica de evolución demográfica de Guariz entre 2000 y 2020 |
|                                                              |
| Datos según el nomenclátor publicado por el INE.             |